# Plechotice
Plechotice (em húngaro: Pelejte) é um município da Eslováquia, situado no distrito de Trebišov, na região de Košice. Tem 12,94 km² de área e sua população em 2018 foi estimada em 785 habitantes.

## Demografia
| Ano:        | 1994 | 2004   | 2014   | 2024   |
| ----------- | ---- | ------ | ------ | ------ |
| Broj ljudi: | 752  | 781    | 788    | 727    |
| Razlika:    |      | +3,85% | +0,89% | -7,74% |

| Ano:               | 2023 | 2024   |
| ------------------ | ---- | ------ |
| Número de pessoas: | 728  | 727    |
| Diferença:         |      | -0,13% |